# Noris-Spiele
Noris-Spiele (Georg Reulein GmbH & Co. KG) ist ein deutscher Spieleverlag aus Fürth.

## Geschichte

### Georg Reulein
Das Unternehmen „Georg Reulein“ wurde 1907 von dem Kaufmann Georg Reulein in Nürnberg gegründet. Unter dem Namen „Georg Reulein in Nürnberg“ wurden Kurzwaren, Spielwaren und Schreibwaren vertrieben.
Anfangs wurden Post- und Stempelspiele, Kinderdruckereien und Puppenkoffer vertrieben, die anfangs von Gustav Tietze in Leipzig hergestellt wurden. Ab 1911 wurde in Nürnberg auch selbst produziert.
1926 ging das Geschäft auf die Nürnbergerin Auguste Boesner († 1970) über, die es unter dem bisherigen Namen weiterbetrieb.
1935 wurde der Firmensitz von Nürnberg (FR V 66) in die Nachbarstadt Fürth (Handelsregister A III 326) verlagert; unter dem Namen „Georg Reulein“ wurde die Fabrikation von Spielwaren durch Kaufmannsehefrau Auguste Boesner durchgeführt.
Das Fürther Unternehmen „Georg Reulein“ (Handelsregister A 405) wurde ab Juli 1942 nachträglich ab 1. Januar 1942 zu einer OHG mit den neuen Gesellschaftern Heinrich Boesner (Kaufmann; 1916–1996) und Kurt Beer (Ingenieur); die bisherige Gesellschafterin Auguste Boesner hatte nach Wieder-Heirat den Familiennamen „Reulein“.

### Tietz & Pinthus, ABC Spiele
Kurz nach dem Ersten Weltkrieg begann die Firma „Tietz & Pinthus“ mit der Produktion von Spielen in Magdeburg. Im Mai 1919 wurde bei der Magdeburger Firma Tietz & Pinthus (Handelsregister Nr. 2919) die Gesellschaft aufgelöst und der bisherige Gesellschafter Willi Pinthus († 1956) wurde alleiniger Inhaber. Anfang 1922 zog Willi Pinthus mit dem Unternehmen Tietz & Pinthus von Magdeburg nach Nürnberg. Im August 1923 gründete Willi Pinthus zusammen mit Robert Kohn „Tietz & Pinthus A B C Verlag GmbH“, welche die Geschäfte von Tietz & Pinthus fortführte. Im selben Jahr gründeten Pinthus und Kohn die „Edition Jbus GmbH“ für den Verlag und Vertrieb von Bilderbüchern. Als Logo verwendete das Unternehmen die Buchstaben ABC in einer Raute.
Im April 1933 wurde Kohn durch den Kaufmann Hermann Willy Schladitz als Geschäftsführer ersetzt; Schladitz schied aber bereits im September 1933 wieder aus.
1938 wurde das Unternehmen von Georg Reulein gekauft. Am 20. September 1938 erfolgte eine Neueintragung „ABC Verlag Georg Reulein Spielefabrik in Nürnberg“ im Handelsregister (A 1004); der Geschäftsinhaber war der Kaufmann Georg Reulein aus Fürth. Im März 1941 wurde der Name in „A B C Spiele-Fabrik Georg Reulein“ geändert. Aus dem Unternehmen wurde im Juni 1942 nachträglich ab 1. Januar 1942 eine OHG, bei der Kurt Beer und Heinrich Boesner als Gesellschafter beigetreten sind.
Willi Pinthus emigrierte in die Schweiz und gründete 1939 zusammen mit einem anderen jüdischen Geschäftsmann in Zürich den Verlag Edition Carlit (Cartonagen und Lithographien), welcher Bilderbücher und Spiele verlegte.

### Noris-Spiele
Während des Zweiten Weltkriegs wurde der Nürnberger Stammsitz komplett vernichtet. Nach dem Wiederaufbau wurde ab 1946 wieder produziert. Nun wurde die Marke „Noris“ verwendet; das Logo bestand nun aus einer Raute mit dem Wort „Noris“ statt „ABC“. Der Name geht auf die Nymphe Noris, den allegorischen Namen der Stadt Nürnberg zurück. 1954 wurde in Fürth eine neue Fabrik gebaut und Noris-Spiele hatte wieder ein breites Sortiment, welches u. a. Würfel, Würfelbecher, Schachspiele, Spielesammlungen, Lernspiele und Zauberkästen umfasste.
In den 1960er- und 1970er-Jahren brachte der Verlag zu vielen populären Fernsehserien Spiele heraus.
Die OHG „A B C Spiele-Fabrik Georg Reulein“ in Fürth, bestehend aus Heinrich Boesner und Marie Feulner geb. Boesner, wurde 1979 aufgelöst.
Die OHG „Georg Reulein“ in Fürth bestand aus Mitgliedern der Familien Boesner und Feulner; 1973 wurde das Unternehmen in eine Kommanditgesellschaft umgewandelt, ab 1976 hieß sie „Georg Reulein GmbH & Co. KG“.
In den 1980er- und 1990er-Jahren wurden die meisten produzierten Spiele von Michael und Johann Rüttinger entwickelt und graphisch aufbereitet.
2001 wurde das Unternehmen von der Simba-Dickie-Group erworben; die Familien Feulner und Boesner schieden aus dem Unternehmen aus. Die seit 1995 bestehende Marke Goldsieber wurde Noris-Spiele angegliedert; dabei werden unter der Marke Goldsieber Spiele für ein älteres Publikum und unter der Marke Noris Spiele für die Jüngeren veröffentlicht. Seit 2008 ist Schipper, welches „Malen nach Zahlen“ herstellt, Teil von Noris-Spiele. Seit 2015 wird auch der Zoch Verlag unter dem Dach der Noris-Spiele betrieben.

## Auszeichnungen
Einige Spiele des Verlages erhielten Auszeichnungen:
- Spiel des Jahres
  - 1982: Vokabo von Johann Rüttinger: Auswahlliste
  - 1983: Der schwarze Prinz von Johann Rüttinger: Auswahlliste
  - 1985: Die drei Magier von Johann Rüttinger: Sonderpreis „Schönes Spiel“
- Essener Feder
  - 1984: Inka von Johann Rüttinger
  - 1986: Das blaue Amulett von Johann Rüttinger